# Valette el Patriarca
Jorge Valette París, más conocido como Valette el Patriarca, es un cantante y compositor de música urbana cristiana. Fue el propulsor del género "underground" con un enfoque cristiano en Puerto Rico, fundando grupos como Conscience y J-Squad a finales de los 80's y 90's. Actualmente, pertenece al sello discográfico Radikal Media Group.
Valette fue el primer artista cristiano de reguetón nominado a un premio secular, cuando en 1997 fue ternado para el premio otorgado en el Día Nacional del Rap y Reggae en Puerto Rico, además de, por supuesto, ser un permanente abonado a premios y nominaciones en el Reggaeton Awards, que se entrega en Puerto Rico anualmente.
Su debut como solista llegó en 2006 con su álbum Mi Calle, nominado como Mejor álbum urbano en Premios Arpa 2007.

## Biografía
Valette posee un Bachillerato en Psicología de la Universidad del Sagrado Corazón, estudios que le han dado el conocimiento y la preparación para trabajar con organizaciones de jóvenes a nivel comunal, talleres de formación de líderes, talleres de crecimiento personal, autoestima, mediación de conflictos y desarrollo de grupos de prevención de drogas.

## Carrera musical

### Inicios con Conscience (1988 - 1996)
En 1989, forma el grupo Conscience Fusion Rap, compuesto por Manuel Echevarría, Denis Vega y Jorge Valette. Conscience tuvo la oportunidad de grabar dos producciones, Insomnio Eterno (1994) y Disfraces (1996), que fueron llevadas a través de Puerto Rico e impactó a instituciones carcelarias en unas cruzadas intercarcelarias.
Otros integrantes del grupo fueron Felix Castro, Alberto Banga (pianista), Chang Santana (saxofonista y flautista) y Omar Martoral (pianista). Un joven Yamil Martínez, fue quien grabó los álbumes del grupo.

### J-Squad (1997 - 2003)
Luego de los logros obtenidos en Conscience, Valette comenzó el proyecto musical conocido como J-Squad. Iniciaron muchos artistas en este equipo de trabajo, entre ellos, El Moya, Josue Da Melody. Finalmente, el grupo iniciaría los trabajos de grabación con el grupo compuesto por Rubén Delgado (Rudel) y Michael Torres (Maicky), quienes se consagraron por las nominaciones recibidas en varios premios a la música del reggaetón. Con tres producciones discográficas, J-Squad logró ocupar los primeros lugares en el género. Participaron en el álbum colaborativo Peace Makers de Sword of Faith, Funky, DJ Sace y otros artistas. En el año 2000, Rudel dejaría el grupo. Invadiendo el territorio del enemigo (1998), Abriendo caminos (1999) y Insiders (2004) fueron los álbumes que se lanzaron como grupo.
Las últimas apariciones de J-Squad como dúo (Valette & Maicky) sucedieron en 2003, en el tema «Nadie como tu» junto a Eric Sánchez, «Mi pueblo» en Resurrección de Lutek, «Puerto Rico mejor» en Demasiado Amor de David & Abraham. También dieron apertura del evento Tour Fiesta en la Azotea de Belinda en el Coliseo Rubén Rodríguez de Bayamón en 2004.

### Debut solista (2006)
En 2006, como solista con su nueva producción Mi Calle (Rejoice Music, 2006). En este proyecto, aparece Bobby Cruz interpretando una versión con rap de «Juan en la ciudad», y la colaboración de Piro Romero y Juny Revelation. En agosto de 2007, su disco Mi Calle es nominado como Mejor álbum urbano por los Premios Arpa de México.
No obstante, Valette se destaca con su participación en varios proyectos televisivos y radiales, asimismo, en otros álbumes colaborativos como La Verdad de DJ Blaster, Linaje Escogido de All Star Records, Los Centinelas de Retiko & Chavelo, A fuego con la Palabra de Dr. P, Seguimos Uni2 de Unción Tropical, David vs. Goliat de Kemmy, Guerreros del Reino de Travy Joe, entre otros.

### Regreso a la música (2022 - actualidad)
En 2022, anunció su regreso a la música con el  «Todo y nada» junto a Optimus. También participó en el sencillo «Los Legendarios» junto a los pioneros de la música urbana cristiana Joel Upperground, BK Rap, MC Charles y El Soldado.

## Discografía

### Como Conscience
- 1994: Insomnio Eterno
- 1997: Disfraces

### Como J-Squad
- 1998: Invadiendo el territorio del enemigo
- 1999: Abriendo caminos
- 2004: Insiders[26]

### Como solista
- 2007: Mi Calle

## Premios y nominaciones
- Premios Arpa 2007 (Ciudad de México) - Mejor álbum urbano (Nominado)[27]